# Xestia efflorescens
Xestia efflorescens là một loài bướm đêm thuộc họ Noctuidae. Nó được tìm thấy ở Đông Á, vùng Amur, Hàn Quốc và Nhật Bản.
Sải cánh dài 40–45 mm.